# Pic Cloud
Le pic Cloud, en anglais : Cloud Peak, est le point culminant des monts Big Horn dans l'État du Wyoming, aux États-Unis. Il s'élève à une altitude de 4 013 m et offre un vaste panorama. La montagne peut être escaladée facilement du côté ouest, soit par le parc Battle, soit par les points de départ des sentiers West Tensleep, et se trouve à environ 40 km aller-retour des deux. Le sommet est situé dans la réserve naturelle de Cloud Peak Wilderness, d'une superficie de 765 km2, dans la forêt nationale de Bighorn. Le versant nord-est du pic Cloud est un cirque profond qui abrite le glacier Cloud Peak, le dernier glacier actif des monts Bighorn.
Le pic Cloud se trouve à la frontière entre le comté de Johnson et le comté de Big Horn dans le Wyoming et est le point culminant des deux comtés. Particulièrement isolé, le pic Cloud a une importante proéminence de 2 154 m, soit la deuxième du Wyoming, juste derrière le pic Gannett, et la quinzième des États-Unis contigus.